# Episodi di Mayor of Kingstown (seconda stagione)
La seconda stagione della serie televisiva Mayor of Kingstown, composta da 10 episodi, è stata trasmessa negli Stati Uniti sulla piattaforma streaming Paramount + dal 15 gennaio 2023 al 19 marzo 2023.
In Italia la stagione è stata pubblicata sempre da Paramount + dal 16 marzo 2023 al 18 maggio 2023.
| n° | Titolo originale      | Titolo italiano       | Pubblicazione USA | Pubblicazione Italia |
| -- | --------------------- | --------------------- | ----------------- | -------------------- |
| 1  | Never Missed a Pigeon | Mai perso un piccione | 15 gennaio 2023   | 16 marzo 2023        |
| 2  | Staring at the Devil  | Di fronte al diavolo  | 22 gennaio 2023   | 23 marzo 2023        |
| 3  | Five at Five          | Cinque alle cinque    | 29 gennaio 2023   | 30 marzo 2023        |
| 4  | The Pool              | La piscina            | 5 febbraio 2023   | 6 aprile 2023        |
| 5  | Kill Box              | L'isolamento          | 12 febbraio 2023  | 13 aprile 2023       |
| 6  | Left with the Nose    | La delusione          | 19 febbraio 2023  | 20 aprile 2023       |
| 7  | Drones                | Droni                 | 26 febbraio 2023  | 27 aprile 2023       |
| 8  | Santa Jesus           | Babbo Gesù            | 5 marzo 2023      | 4 maggio 2023        |
| 9  | Peace in the Valley   | Pace in città         | 12 marzo 2023     | 11 maggio 2023       |
| 10 | Little Green Ant      | Piccola formica verde | 19 marzo 2023     | 18 maggio 2023       |

## Mai perso un piccione
- Titolo originale: Never Missed a Pigeon
- Diretto da: Stephen Kay
- Scritto da: Taylor Sheridan e Dave Erickson

## Di fronte al diavolo
- Titolo originale: Staring at the Devil
- Diretto da: Stephen Kay
- Scritto da: Taylor Sheridan

## Cinque alle cinque
- Titolo originale: Five at Five
- Diretto da: Tasha Smith
- Scritto da: Keli Goff

## La piscina
- Titolo originale: The Pool
- Diretto da: Tasha Smith
- Scritto da: Evan Ball

## L'isolamento
- Titolo originale: Kill Box
- Diretto da: Guy Ferland
- Scritto da: Leon Hendrix III

## La delusione
- Titolo originale: Left with the Nose
- Diretto da: Guy Ferland
- Scritto da: Christian Donovan

## Droni
- Titolo originale: Drones
- Diretto da: Stephen Kay
- Scritto da: Regina Corrado

## Babbo Gesù
- Titolo originale: Santa Jesus
- Diretto da: Stephen Kay
- Scritto da: Hugh Dillon e Stephen Kay

## Pace in città
- Titolo originale: Peace in the Valley
- Diretto da: Stephen Kay
- Scritto da: Christian Donovan e James Arcega Tinsley

## Piccola formica verde
- Titolo originale: Little Green Ant
- Diretto da: Stephen Kay
- Scritto da: Regina Corrado e Dave Erickson